# Nathaniel de Rothschild
Nathaniel de Rothschild (London, 2. srpnja 1812. – Pariz, 19. veljače 1870.), francuski poduzetnik, bankar, proizvođač vina i filantrop iz britanskog ogranka bogate židovske bankarske obitelji Rothschilda. Putem ženidbe povezao se s francuskom granom obitelji i većinu je života proveo u Francuskoj.

## Životopis
Rodio se kao treći sin i četvrto od sedmero djece britanskog poduzetnika i bankara Nathana Mayera Rothschilda (1777. – 1836.) i Hannah Cohen, udane Rothschild (1783. – 1850.). Neko vrijeme je studirao na sveučilištu u Strasbourgu, zajedno s bratom Anthonyjem (1810. – 1876.), da bi potom odradio pripravništvo u obiteljskoj banci N M Rothschild & Sons u Londonu, gdje je radio s braćom Lionelom (1808. – 1879.) i Anthonyjem. Godine 1842. oženio se rođakinjom Charlotte de Rothschild (1825. – 1899.), kćerkom svog strica Jakoba Mayera de Rothschilda (1792. – 1868.). Godine 1850. odselio se u Pariz kod svog strica Jakoba, gdje je radio u tamošnjoj obiteljskoj banci.
Godine 1853. kupio je vinograde s imanjem u blizini Bordeauxa poznate pod imenom Château Brane-Mouton, koji su kasnije preimenovani u Château Mouton Rothschild, koji su pod upravom njegovih potomaka postali poznati po visokokvalitetnim vinima. Godine 1868. njegov stric je kupio Château Lafite, veće imanje s vinogradima u blizini Nathanielovog imanja, što je dovelo do rivalstva unutar obitelji. Njegovo imanje s vinogradima naslijedio je njegov najstariji sin Nathan James Edouard de Rothschild (1844. – 1881.), a preko njega njegov praunuk Philippe de Rothschild (1902. – 1988.) koji je osuvremenio i unaprijedio vinograde i proizvodnju vina te lansirao seriju visokokvalitetnih brendiranih vina.

### Privatni život
Imao je sa suprugom Charlotte de Rothschild četvero djece:
- Nathalie de Rothschild (1843. – 1843.)
- Nathan James Edouard de Rothschild (1844. – 1881.)
- Mayer Albert de Rothschild (1846. – 1850.)
- Arthur de Rothschild (1851. – 1903.)

## Vanjske poveznice
- Nathaniel (Nat) de Rothschild (1812.-1870.) - family.rothschildarchive.org (engl.)